# Religio
A Religio katolikus politikai, egyházi és irodalmi lap, volt, amely Pesten (majd Budapesten) 1849. szeptember 27-es és 1930. június 30. között jelent meg. Neve 1841 és 1849 között Religio és Nevelés, 1895 és 1905 között Religio és Vallás volt. Utódjának tekinthető az 1934 és 1944 között megjelent Theológia.

## Felelős szerkesztői és kiadói

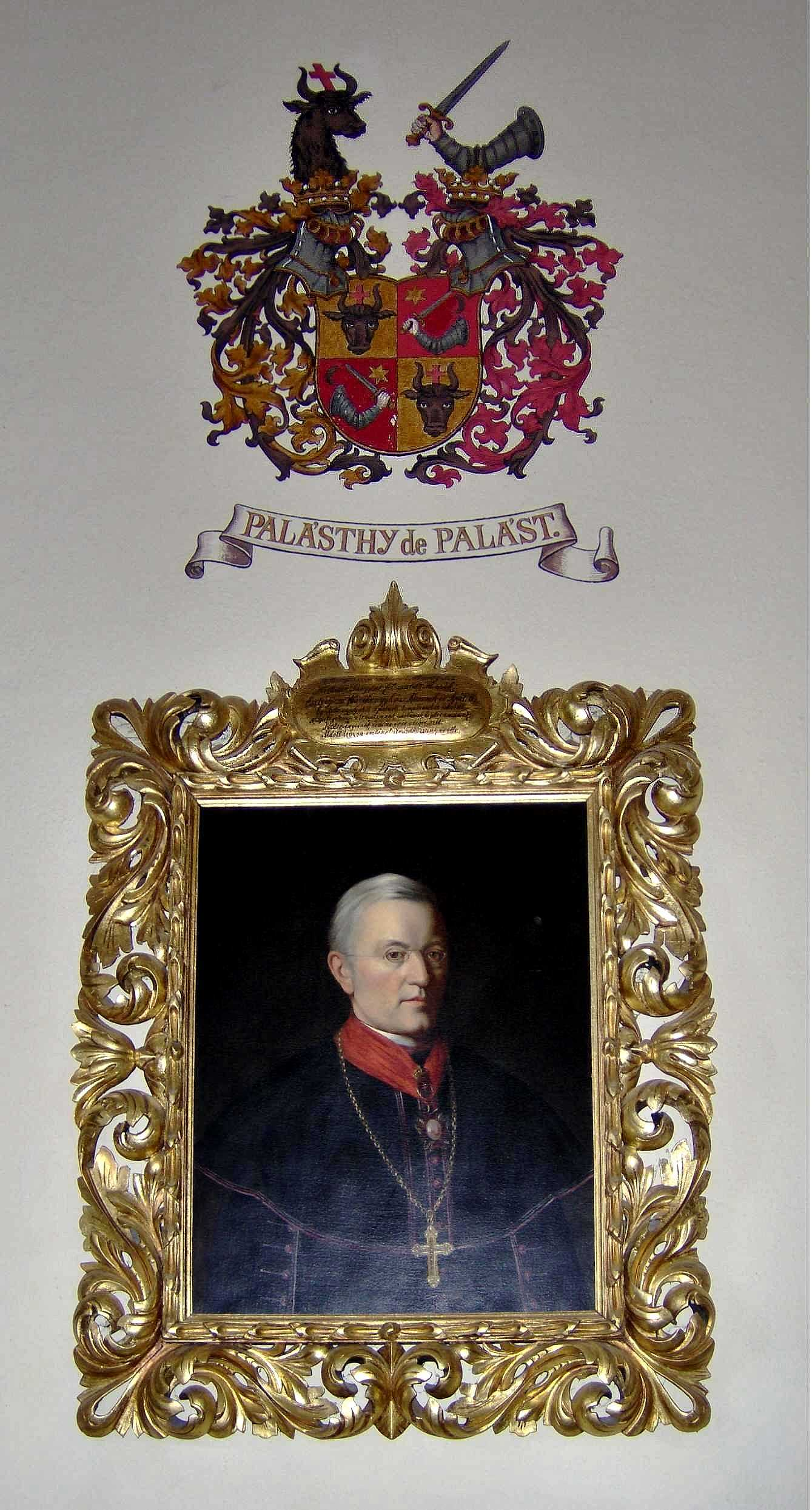
Palásthy Pál a palásti templomban

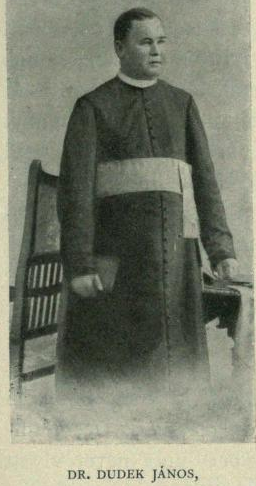
Dudek János

### Felelős szerkesztői
- 1856. I. 2: Zalka János
- 1859. I. 1: Somogyi Károly
- 1860. I. 4. után  Somogyi Károly,
- 1864. I. 2  után  Palásthy Pál,
- 1869. X. 2: Cselka Nándor
- 1873. I. 1. Hornig Károly,
- 1878. VIII. 17-től  Breznay Béla,
- 1906. III. 4-től Dudek János,
- 1913 és 1914 között Hanuy Ferenc,
- 1914. I. 8. után Kiss János volt.

### Szerk. és kiad.
- 1851-56: Danielik János,  1861. I. 2: Pollák János

### Laptulajdonos
- 1855. I. 4: Danielik János, 1856. I. 2: Zalka János, 1870. I. 1: Cselka Nándor.

### Kiadó
- 1853. I. 2: Emich Gusztáv (és ny.), 1859. I. 1: SZIT. Ny: Lukács és Tsa, 1853. I. 2: Emich Gusztáv , 1856. I. 2: Beimel János és Kozma Vazul, 1862. VIII. 3: Kozma Vazul, 1868. I. 1: Kocsi Sándor és Tsa, 1884. I. 2: Rudnyánszky A., 1893. V. 3: Nagy Sándor, 1906. III. 4: Stephaneum. - 1906-30: tartalomjegyzékkel.

## Megjelent
hetente 3x, 1855: szerdán és szombaton, 1905-06: hetente, 1907: júl-aug. kivételével hetente, 1914: évente 10x, 1919: 3 füz., 1920: 1 füz., 1921-22, 1924: és 1930: évi 2 füz, 1923, 1925-27: évi 3 füz., 1928-29: évi 4 füz. 1851. VI. 30-1853. I. 1, 1905. XII. 28-1906. III. 4, 1919. III-1920: szünetelt.

## Mellékletek, társlapok
- Melléklete:Irodalmi Értes. (1874).
- Melléklapja: Egyetemes Kritikai Lpk. (1903-07, pótfüzetben).
- Társlapja: Kath. Theol. Folyóirat (1883-85, pótfüzetben).
- 1914.I: beleolvadt a Hittud. Folyóirat (1890-1913, pótfüzetben).
- A szünetelő 1852. évf. helyett: Emlék-könyv. 1-2. köt. Kiad. Danielik János, (Pest, 1852).